# Nooralotta Neziri
Nooralotta Maria Neziri (Turku, 9 novembre 1992) è un'ostacolista finlandese.

## Palmarès
| Anno | Manifestazione    | Sede           | Evento   | Risultato  | Prestazione | Note                                     |
| ---- | ----------------- | -------------- | -------- | ---------- | ----------- | ---------------------------------------- |
| 2009 | Mondiali allievi  | Bressanone     | 100 m hs | 5ª         | 13"44       |                                          |
| 2010 | Mondiali juniores | Moncton        | 100 m hs | 5ª         | 13"49       |                                          |
| 2011 | Europei juniores  | Tallinn        | 100 m hs | Oro        | 13"34       |                                          |
| 2012 | Europei           | Helsinki       | 100 m hs | Batteria   | 13"23       |                                          |
| 2013 | Europei indoor    | Göteborg       | 60 m hs  | 7ª         | 8"19        |                                          |
| 2013 | Europei under 23  | Tampere        | 100 m hs | Bronzo     | 13"39       |                                          |
| 2013 | Mondiali          | Mosca          | 100 m hs | Semifinale | 13"04       | Record nazionale                         |
| 2014 | Mondiali indoor   | Sopot          | 60 m hs  | Batteria   | 8"21        |                                          |
| 2014 | Europei           | Zurigo         | 100 m hs | Batteria   | 13"17       |                                          |
| 2014 | Europei           | Zurigo         | 4x100 m  | Batteria   | 44"22       |                                          |
| 2015 | Europei indoor    | Praga          | 60 m hs  | 6ª         | 7"97        | Record nazionale                         |
| 2015 | Mondiali          | Pechino        | 100 m hs | Batteria   | 13"13       |                                          |
| 2016 | Europei           | Amsterdam      | 100 m hs | Semifinale | 13"05       |                                          |
| 2016 | Giochi olimpici   | Rio de Janeiro | 100 m hs | Semifinale | 13"04       |                                          |
| 2018 | Mondiali indoor   | Birmingham     | 60 m hs  | Semifinale | 8"20        |                                          |
| 2018 | Europei           | Berlino        | 100 m hs | Semifinale | 12"94       |                                          |
| 2019 | Europei indoor    | Glasgow        | 60 m hs  | 6ª         | 8"09        |                                          |
| 2019 | Mondiali          | Doha           | 100 m hs | Semifinale | 12"89       | Miglior prestazione personale stagionale |
| 2021 | Europei indoor    | Toruń          | 60 m hs  | 4ª         | 7"93        |                                          |

## Altre competizioni internazionali
2009
- Oro al Festival olimpico della gioventù europea ( Tampere), 100 m hs - 13"23